# Juventus Football Club 1968-1969
Questa voce raccoglie le informazioni riguardanti la Juventus Football Club nelle competizioni ufficiali della stagione 1968-1969.

## Stagione
Nella stagione 1968-1969 la Juventus disputa il campionato di Serie A, un torneo a 16 squadre, con 35 punti in classifica ottiene la quinta posizione. Lo scudetto è stato vinto dalla Fiorentina con 45 punti, davanti alla coppia formata da Napoli e Milan con 41 punti, quarto l'Inter con 36 punti. Retrocedono il Varese con 22 punti, il Pisa con 20 punti e l'Atalanta con 19 punti.
La squadra bianconera di nuovo affidata ad Heriberto Herrera ottiene la quinta posizione nel torneo che assegna il secondo titolo alla Fiorentina, il centravanti siciliano Pietro Anastasi arrivato dal Varese, con 15 reti, di cui 14 in campionato ed una in Coppa Italia, risulta il miglior realizzatore stagionale. Per la prima volta in questa stagione è stato utilizzato il numero "13", un giocatore dalla panchina che può entrare in campo per sostituire anzitempo un compagno. In Coppa Italia la Juventus vince il terzo girone eliminatorio con 5 punti, eliminando il Cesena e le due genovesi, poi nei quarti di finale viene eliminata dal Cagliari. Nella Coppa delle Fiere supera nel primo turno gli svizzeri del Losanna, ma si ferma nel secondo turno eliminata dai tedeschi dell'Eintracht di Francoforte.

## Divise
| Casa | Trasferta | 1ª portiere | 2ª portiere |

## Rosa
| N. |                   | Ruolo | Calciatore                 |
| -- | ----------------- | ----- | -------------------------- |
|    | Italia (bandiera) | P     | Roberto Anzolin            |
|    | Italia (bandiera) | P     | Giuliano Sarti             |
|    | Italia (bandiera) | P     | Roberto Tancredi           |
|    | Italia (bandiera) | P     | Angelo Colombo             |
|    | Italia (bandiera) | D     | Gianfranco Leoncini        |
|    | Italia (bandiera) | D     | Sandro Salvadore           |
|    | Italia (bandiera) | D     | Ernesto Càstano (capitano) |
|    | Italia (bandiera) | D     | Giancarlo Bercellino I     |
|    | Italia (bandiera) | D     | Luigi Pasetti              |
|    | Italia (bandiera) | D     | Gianluigi Roveta           |

| N. |                           | Ruolo | Calciatore           |
| -- | ------------------------- | ----- | -------------------- |
|    | Spagna (bandiera)         | C     | Luis del Sol         |
|    | Italia (bandiera)         | C     | Romeo Benetti        |
|    | Italia (bandiera)         | C     | Erminio Favalli      |
|    | Germania Ovest (bandiera) | C     | Helmut Haller        |
|    | Italia (bandiera)         | C     | Giovanni Sacco       |
|    | Italia (bandiera)         | C     | Giampaolo Menichelli |
|    | Italia (bandiera)         | A     | Pietro Anastasi      |
|    | Italia (bandiera)         | A     | Gianfranco Zigoni    |
|    | Italia (bandiera)         | A     | Fabio Bonci          |

## Risultati

### Serie A

#### Girone di andata
| Arbitro: | Monti (Ancona) |

|                              |           |                              |
| Clerici 9’, 31’ Nastasio 28’ | Marcatori | 4’, 19’ Anastasi 45’ Del Sol |

| Torino 6 ottobre 1968, ore 15:00 CET 2ª giornata | Juventus        | 0 – 0 referto | Palermo | Stadio Comunale\| Arbitro: \| Genel (Trieste) \| |
| Arbitro:                                         | Genel (Trieste) |               |         |                                                  |

| Arbitro: | Carminati (Milano) |

|               |           |                       |
| Santarini 88’ | Marcatori | 33’ (rig.) Bercellino |

| Arbitro: | De Marchi (Pordenone) |

|              |           |  |
| Anastasi 66’ | Marcatori |  |

| Arbitro: | D'Agostini (Roma) |

|  |           |                         |
|  | Marcatori | 37’ Zigoni 90’ Anastasi |

| Arbitro: | Torelli (Milano) |

|           |           |                         |
| Haller 7’ | Marcatori | 35’ Riva 74’ Boninsegna |

| Arbitro: | Lo Bello (Siracusa) |

|            |           |                            |
| Combin 57’ | Marcatori | 3’ Menichelli 88’ Anastasi |

| Arbitro: | De Robbio (Torre Annunziata) |

|                          |           |  |
| Pasetti 43’ Leoncini 61’ | Marcatori |  |

| Arbitro: | Pieroni (Roma) |

|                     |           |              |
| Montefusco 15’, 37’ | Marcatori | 13’ Anastasi |

| Arbitro: | Monti (Ancona) |

|  |           |            |
|  | Marcatori | 41’ Hamrin |

| Arbitro: | D'Agostini (Roma) |

|                      |           |              |
| Bui 21’ Petrelli 29’ | Marcatori | 88’ Anastasi |

| Arbitro: | Bernardis (Trieste) |

|                   |           |  |
| Haller 38’ (rig.) | Marcatori |  |

| Arbitro: | Sbardella (Roma) |

|              |           |                  |
| Burgnich 76’ | Marcatori | 2’, 10’ Anastasi |

| Arbitro: | Monti (Ancona) |

|                           |           |            |
| De Sisti 21’ Maraschi 73’ | Marcatori | 60’ Zigoni |

| Arbitro: | Giunti (Arezzo) |

|            |           |              |
| Zigoni 54’ | Marcatori | 59’ Sabatini |

#### Girone di ritorno
| Arbitro: | Di Tonno (Lecce) |

|            |           |  |
| Haller 75’ | Marcatori |  |

| Arbitro: | Sbardella (Roma) |

|                      |           |            |
| Salvadore 14’ (aut.) | Marcatori | 52’ Haller |

| Arbitro: | De Marchi (Pordenone) |

|                            |           |                              |
| Anastasi 24’ Salvadore 71’ | Marcatori | 54’ Capello 87’ (rig.) Peiró |

| Arbitro: | Genel (Trieste) |

|             |           |              |
| Savoldi 79’ | Marcatori | 57’ Anastasi |

| Arbitro: | Barbaresco (Cormons) |

|                         |           |  |
| Benetti 1’ Anastasi 52’ | Marcatori |  |

| Arbitro: | Lo Bello (Siracusa) |

|  |           |              |
|  | Marcatori | 52’ Anastasi |

| Torino 16 marzo 1969, ore 15:00 CET 22ª giornata | Juventus           | 0 – 0 referto | Torino | Stadio Comunale\| Arbitro: \| Carminati (Milano) \| |
| Arbitro:                                         | Carminati (Milano) |               |        |                                                     |

| Pisa 23 marzo 1969, ore 15:00 CET 23ª giornata | Pisa             | 0 – 0 referto | Juventus | Arena Garibaldi\| Arbitro: \| Sbardella (Roma) \| |
| Arbitro:                                       | Sbardella (Roma) |               |          |                                                   |

| Arbitro: | Bernardis (Trieste) |

|                     |           |  |
| Haller 3’ Bonci 54’ | Marcatori |  |

| Arbitro: | Lo Bello (Siracusa) |

|           |           |  |
| Prati 20’ | Marcatori |  |

| Arbitro: | Serafino (Roma) |

|              |           |  |
| Anastasi 22’ | Marcatori |  |

| Vicenza 27 aprile 1969, ore 16:00 CET 27ª giornata | L.R. Vicenza  | 0 – 0 referto | Juventus | Stadio Romeo Menti\| Arbitro: \| Motta (Monza) \| |
| Arbitro:                                           | Motta (Monza) |               |          |                                                   |

| Arbitro: | Toselli (Cormons) |

|            |           |  |
| Haller 12’ | Marcatori |  |

| Arbitro: | Lo Bello (Siracusa) |

|  |           |                           |
|  | Marcatori | 48’ Chiarugi 69’ Maraschi |

| Arbitro: | Sbardella (Roma) |

|          |           |              |
| Salvi 6’ | Marcatori | 70’ Leoncini |

### Coppa Italia

#### Primo turno
| Cesena 8 settembre 1968, ore 21:00 CEST 1ª giornata | Cesena         | 0 – 0 referto | Juventus | Stadio La Fiorita\| Arbitro: \| Pieroni (Roma) \| |
| Arbitro:                                            | Pieroni (Roma) |               |          |                                                   |

| Arbitro: | Barbaresco (Cormons) |

|                                               |           |  |
| Salvadore 6’ Benetti 13’, 16’, 53’ Zigoni 72’ | Marcatori |  |

| Arbitro: | Sbardella (Roma) |

|                |           |                                               |
| Mascheroni 39’ | Marcatori | 41’ Zigoni 70’ (rig.) Bercellino 89’ Anastasi |

#### Quarti di finale
| Arbitro: | D'Agostini (Roma) |

|                |           |  |
| Boninsegna 35’ | Marcatori |  |

| Arbitro: | Genel (Trieste) |

|                       |           |              |
| Bercellino 78’ (rig.) | Marcatori | 24’ Brugnera |

### Coppa delle Fiere
| Arbitro: | Vigliani |

|  |           |                         |
|  | Marcatori | 17’ Zigoni 63’ Leoncini |

| Arbitro: | Botic |

|                         |           |  |
| Benetti 43’ Del Sol 74’ | Marcatori |  |

| Torino 6 novembre 1968 2º Turno andata | Juventus    | 0 – 0 | Eintracht Francoforte | Stadio Comunale\| Arbitro: \| Gardeazabal \| |
| Arbitro:                               | Gardeazabal |       |                       |                                              |

| Arbitro: | Jaske |

|               |           |  |
| Bechtold 120’ | Marcatori |  |